# Angiopteris ferox
Angiopteris ferox là một loài dương xỉ trong họ Marattiaceae. Loài này được Copel. mô tả khoa học đầu tiên năm 1911.